# チアパスFC
ハグアレス・フトボル・クルブ（スペイン語: Jaguares Fútbol Club）は、メキシコ・チアパス州・トゥストラ・グティエレスに本拠地を置くサッカークラブである。エスタディオ・ビクトル・マヌエル・レイナをホームスタジアムとしている。実質的には2002年に設立されたCFハグアレス・デ・チアパスが前身クラブであり、2013年にチアパスFCとなり、2017年に一度解散したが、2024年にハグアレスFCとして再結成された。

## 歴史

### ハグアレス・デ・チアパス
2002年6月27日、チアパス州・トゥストラ・グティエレスにハグアレス・デ・チアパスが設立された。8月3日のUANLティグレス戦(1-3)が初試合となり、ルシオ・フィロメーノがクラブ初得点を挙げた。8月25日のサン・ルイスFC戦(1-0)で初勝利を挙げた。アペルトゥーラ2002は3勝7分9敗で終えた。クラウスーラ2005は6勝4分7敗で終え、シーズン中盤にホセ・ルイス・トレホ監督が解任された。アントニオ・モハメド監督が就任したが、低調な成績が続いてフェルナンド・キラルテ監督に交代し、キラルテ監督は成績を安定させた。2004年と2005年にはコパ・チアパスで優勝。2005年大会ではエスタディオ・ビクトル・マヌエル・レイナでクラブ・ネカクサを破った。エドゥアルド・デ・ラ・トーレ監督が率いたクラウスーラ2006では、レギュラーシーズンでクラブ史上最高位の2位となり、15得点を挙げたサルバドール・カバニャスが得点王に輝いた。リギージャでは準々決勝でチーバス・グアダラハラに敗れた。2011年にはコパ・リベルタドーレスに出場し、1回戦でアリアンサ・リマ（ペルー）を破った。グループリーグではSCインテルナシオナル（ブラジル）、CSエメレク（エクアドル）、クラブ・ホルヘ・ウィステルマン（ボリビア）と同組となり、ホーム全勝・アウェー全敗で勝ち点9を獲得し、インテルナシオナルに次ぐ2位で決勝トーナメント進出を決めた。決勝トーナメント1回戦ではアトレティコ・ジュニオール（コロンビア）をアウェーゴール差で下したが、準々決勝でセロ・ポルテーニョ（パラグアイ）に敗れた。

### チアパスFC
2013年5月20日、ハグアレス・デ・チアパスはグルポ・デルフィネスに売却された。新オーナーは本拠地トゥストラ・グティエレスの低迷する観客数やスポンサー不足に言及し、ケレタロへの本拠地移転が発表された。グルポ・デルフィネスの大株主のアマード・ジャニェスはケレタロFCの所有者でもあり、ケレタロFCは2012-13シーズン終了後にアセンソMX（2部）に降格している。さらにオーナーは、ケレタロのファンはケレタロにトップリーグのクラブがあって当然と考えていることも付け加えた。
5月28日、サン・ルイス・ポトシに本拠地を置いていたサン・ルイスFCがトゥストラ・グティエレスに移転し、チアパスFCと名を変えることが発表された。このようにして、2クラブが本拠地の移転を行なったが、トゥストラ・グティエレスの町を基準に考えるとハグアレス・デ・チアパスからチアパスFCへの名称変更という形となった。
2017クラウスーラ終了後に2部降格が決定し、その後2017年6月8日に解散した。

## タイトル
- コパ・チアパス : 3回

2003, 2005, 2007
- コパ・メソアメリカーナ : 1回

2011

## ユニフォーム
| 期間    | サプライヤー | スポンサー                                                                                            |
| ------- | ------------ | --- |
| 2002-03 | ガルシス     | ソリアナ（スーパー）/コカ・コーラ （飲料）/セルフィン/スペリオール/ファルマシアス・デル・アオーロ     |
| 2003-07 | アスレティカ | ファルマシアス・デル・アオーロ                                                                        |
| 2007-08 | アスレティカ | ファルマシアス・デル・アオーロ/チアパス州                                                             |
| 2008-09 | アスレティカ | ファルマシアス・デル・アオーロ                                                                        |
| 2009-10 | アスレティカ | ファルマシアス・デル・アオーロ/アステカ銀行（金融）/チアパス州                                        |
| 2010-11 | アスレティカ | アステカ銀行（金融）/コカ・コーラ （飲料）/ソルビール（飲料）                                         |
| 2011-12 | アスレティカ | アステカ銀行（金融）/ペプシ・コーラ（飲料）/セグーロ・ポピュラール（福祉）/ソルビール（飲料）         |
| 2012-13 | ホマ         | パスクアル・ボーイング（飲料）/ソルビール（飲料）/アステカ銀行（金融）/セグーロ・ポピュラール（福祉） |
| 2013-14 | ピルマ       | ソリアナ（スーパー）/OCC/コロナビール （飲料）/チアパス州/シティ・クラブ                              |

## クラブ最多得点者
| 順位 | 選手                     | 得点数 |
| ---- | ------------------------ | ------ |
| 1    | サルバドール・カバニャス | 59     |
| 2    | ジャクソン・マルティネス | 36     |
| 3    | カルロス・オチョア       | 35     |
| 4    | ルイス・ガブリエル・レイ | 27     |
| 5    | アドルフォ・バウティスタ | 22     |
| 6    | イタマール・バティスタ   | 21     |
| 7    | ダニリーニョ             | 17     |
| 8    | エドガル・アンドラーデ   | 15     |
| 9    | ハビエル・カンポラ       | 13     |
| 10   | ルシオ・フィロメーノ     | 13     |

## 過去の成績
| シーズン | ディビジョン | レギュラーシーズン | レギュラーシーズン | レギュラーシーズン | リギージャ   |
| シーズン | ディビジョン |                    | 順位               | 勝ち点             | リギージャ   |
| -------- | ------------ | ------------------ | ------------------ | ------------------ | ------------ |
| 2002–03  | プリメーラ   | アペルトゥーラ     | 19位               | 16                 |              |
| 2002–03  | プリメーラ   | クラウスーラ       | 17位               | 19                 |              |
| 2003–04  | プリメーラ   | アペルトゥーラ     | 16位               | 21                 |              |
| 2003–04  | プリメーラ   | クラウスーラ       | 1位                | 43                 | 準々決勝敗退 |
| 2004–05  | プリメーラ   | アペルトゥーラ     | 15位               | 18                 |              |
| 2004–05  | プリメーラ   | クラウスーラ       | 12位               | 22                 |              |
| 2005–06  | プリメーラ   | アペルトゥーラ     | 8位                | 23                 |              |
| 2005–06  | プリメーラ   | クラウスーラ       | 2位                | 33                 | 準々決勝敗退 |
| 2006–07  | プリメーラ   | アペルトゥーラ     | 10位               | 26                 | 予選敗退     |
| 2006–07  | プリメーラ   | クラウスーラ       | 16位               | 19                 |              |
| 2007–08  | プリメーラ   | アペルトゥーラ     | 12位               | 18                 |              |
| 2007–08  | プリメーラ   | クラウスーラ       | 6位                | 21                 | 準々決勝敗退 |
| 2008–09  | プリメーラ   | アペルトゥーラ     | 16位               | 18                 |              |
| 2008–09  | プリメーラ   | クラウスーラ       | 12位               | 21                 | 準々決勝敗退 |
| 2009–10  | プリメーラ   | アペルトゥーラ     | 13位               | 19                 |              |
| 2009–10  | プリメーラ   | ビセンテナリオ     | 12位               | 19                 |              |
| 2010–11  | プリメーラ   | アペルトゥーラ     | 6位                | 26                 | 準々決勝敗退 |
| 2010–11  | プリメーラ   | クラウスーラ       | 18位               | 14                 |              |
| 2011–12  | プリメーラ   | アペルトゥーラ     | 5位                | 27                 | 準々決勝敗退 |
| 2011–12  | プリメーラ   | クラウスーラ       | 8位                | 27                 | 準々決勝敗退 |
| 2012–13  | プリメーラ   | アペルトゥーラ     | 11位               | 22                 |              |
| 2012–13  | プリメーラ   | クラウスーラ       | 15位               | 17                 |              |
| 2013–14  | プリメーラ   | アペルトゥーラ     | 9位                | 25                 |              |
| 2013–14  | プリメーラ   | クラウスーラ       |                    |                    |              |

## 歴代会長
- アントニオ・レオナルド・カスタニョン 2003–2010
- オラフ・ボナーレス 2010（暫定）
- ギジェルモ・カントゥ・サエンス 2010-2012
- アルトゥーロ・ビジャヌエバ 2012-2013
- カルロス・アブラアム・ロペス・ドミンゲス 2013-2017

## 歴代監督

### ハグアレス・デ・チアパス時代
- サルバドール・カピターノ・バレンティ 2002.7–2002.10
- セルヒオ・ブエーノ 2003.3–2003.6
- ホセ・ルイス・トレホ 2003.7–2005.2
- アントニオ・メサ 2004.2–2004.6
- アントニオ・モハメド 2005.2–2005.4
- フェルナンド・キラルテ 2005.4–2005.9
- ルイス・テーナ 2005.9–2006.6
- エドゥアルド・デ・ラ・トーレ 2006.7–2007.2
- ビクトル・マヌエル・ブセティッチ 2007.2–2007.9
- イシドロ・ガルシア 2007.9–2008.2
- セルヒオ・アルマゲール 2008.2–2008.9
- フランシスコ・アビラン・クルス 2008.9–2008.12
- ミゲル・ブリンディシ 2009.1–2009.5
- ルイス・テーナ 2009.5–2010.2
- フアン・マヌエル・アルバレス 2010.2（暫定監督）
- パブロ・マリーニ 2010.2–2010.6
- ホセ・グアダルーペ・クルス 2010.7–2013.5

### チアパスFC時代
- セルヒオ・ブエーノ 2013.7-2015.5
- リカルド・ラ・ボルペ 2015.5-2016
- ホセ・カルドーソ 2016
- セルヒオ・ブエーノ 2016-2017

### ハグアレスFC時代
- ホセ・ルイス・トレホ 2025-